# Gyallu
Gyallu, também conhecido como Hino Nacional Tibetano (tibetano: བོད་རྒྱལ་ཁབ་ཆེན་པོའི་རྒྱལ་གླུ།, Bod Rgyal Khab Chen Po'i Rgyal Glu), é uma canção associada ao Tibete e ao budismo tibetano. A letra foi escrita em 1950 por Kyabje Trijang Rinpoche, tutor do Dalai Lama, e a melodia data de uma antiga composição budista sagrada. 

## História e contexto
A letra do hino fala do esplendor do Buda. Não se sabe ao certo quando foi usado oficialmente pela primeira vez, podendo ter sido na época da Anexação do Tibete pela República Popular da China ou após o exílio de Tenzin Gyatso, o décimo quarto Dalai Lama, na Índia. 
O mais antigo relato de um hino de estado (provavelmente Gyallu) data do período de 1949 a 1950 (quando o Tibete já estava sob ameaça de invasão chinesa), em meio a reformas que visavam fortalecer o patriotismo do povo tibetano. Outro relato afirma que o hino foi apresentado ao décimo quarto Dalai Lama em 1960, durante seu exílio.